# Linum medium
Linum medium är en linväxtart som först beskrevs av Jules Émile Planchon, och fick sitt nu gällande namn av Britt.. Linum medium ingår i släktet linsläktet, och familjen linväxter.

## Underarter
Arten delas in i följande underarter:
- L. m. medium
- L. m. texanum

## Bildgalleri

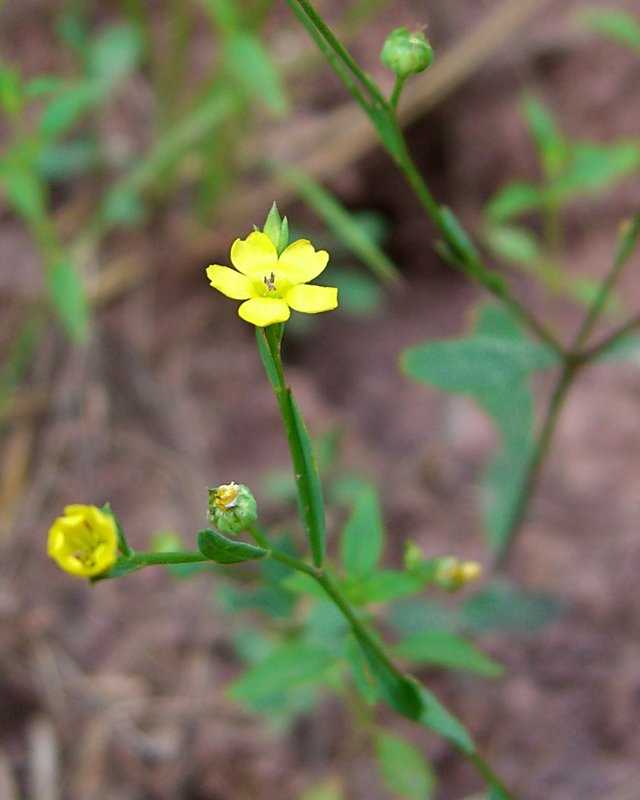